# María Eugenia de Escalada
María Eugenia de Escalada (Buenos Aires, 8 de septiembre de 1781 - Buenos Aires, 29 de octubre de 1822) fue una patriota argentina que actuó en la sociedad porteña al servicio de la revolución de Mayo y en los primeros años del movimiento emancipador.
Es considerada una de las Patricias Argentinas.

## Biografía
María Eugenia Ramona de la Trinidad de Escalada Salcedo nació el 8 de septiembre de 1781 en la ciudad de Buenos Aires, entonces capital del Virreinato del Río de la Plata, Imperio Español, hija del comerciante Antonio José de Escalada y de su primera esposa Petrona Salcedo.
Fue bautizada el día 13 por el cura párroco de la Catedral Metropolitana de Buenos Aires Vicente Arroyo siendo sus padrinos su abuelo materno José de Salcedo y la beata misionera María Antonia de San José.
En junio de 1797 casó con José Antonio Demaría Camuso (o Camusso), natural de Cádiz y acaudalado vecino de Buenos Aires.

### Sociedad Patriótica
En junio de 1811 partieron a los Estados Unidos Diego Saavedra, hijo del presidente de la Junta Grande Cornelio Saavedra, y Juan Pedro Aguirre con la misión de adquirir armamentos y municiones en ese país.
Los comisionados cerraron a comienzos de 1812 un contrato para la compra de 1000 fusiles y 350 000 piedras de chispa con la firma Miller&Wambor.
El 13 de mayo arribaron los comisionados y los pertrechos al puerto de Ensenada de Barragan a bordo del buque de bandera estadounidense Liberty y el 19 de mayo echaban ancla frente al puerto de Buenos Aires. 
Habiéndose difundido entre la población la llegada al puerto de Buenos Aires del buque y el rumor de que la situación económica del gobierno revolucionario dificultaba su compra, el 30 de mayo de 1812 se reunieron en casa de su padre, casado en segundas nupcias con Tomasa de la Quintana, catorce damas de la sociedad porteña.

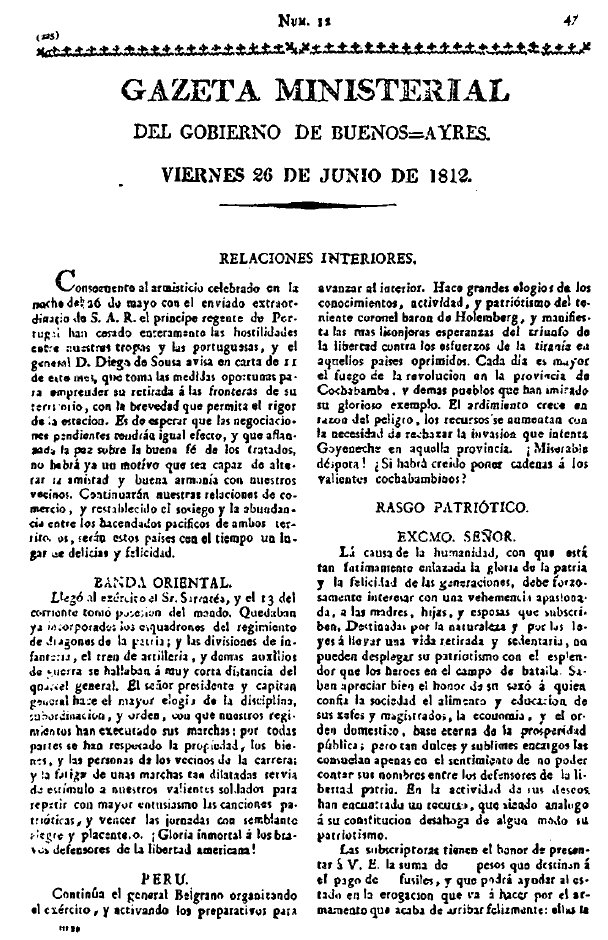
Publicación de la suscripción en la Gazeta

Las patricias que serían conocidas como Sociedad Patriótica, donaron el importe de 13 fusiles y dos onzas de oro para que cuando «el alborozo público lleve hasta el seno de sus familias la nueva de una victoria, podrán decir en la exaltación de su entusiasmo: Yo armé el brazo de este valiente que aseguró su gloria y nuestra libertad», en las palabras de su presentación, redactada por Bernardo de Monteagudo.
Las patricias solicitaron que cada uno de los fusiles adquiridos con su aporte llevaran el nombre de la donante para que «si el amor de la patria deja algún vacio en el corazón de los guerreros, la consideración al sexo será un nuevo estímulo que les obligue á sostener en su arma una prenda del afecto de sus compatriotas cuyo honor y libertad defienden. Entonces tendrá un derecho para reconvenir al cobarde que con las armas abandonó su nombre en el campo enemigo, y coronarán con sus manos al joven que presentando en ellas el instrumento de la victoria dé una prueba de su gloriosa valentía».
Las damas que se suscribieron fueron, donando un fusil Tomasa de la Quintana, María de los Remedios de Escalada, María de las Nieves de Escalada, María de la Quintana, María Eugenia de Escalada de Demaría, Ramona Esquivel y Aldao, Mariquita Sánchez de Thompson, Petrona Bernardina Cordero, Rufina de Orma, Isabel Calvimontes de Agrelo, María de la Encarnación Andonaégui de Valdepares, Magdalena de Castro de Herrero y Ángela Castelli de Irgazábal, y con dos onzas de oro Carmen de la Quintanilla.
El 26 de junio de 1812 el Triunvirato aceptó el donativo rindiendo «las más expresivas gracias á nombre de la patria». publicándose en la Gazeta de Buenos Ayres.

### Vida posterior
En palabras de uno de sus biógrafos, esta «patricia distinguida, era bella y dignísima, culta y de trato atrayente». Su personalidad, sus relaciones familiares y su patriotismo fueron los motivos por los que «se destacó en los salones porteños».
Tras la muerte de su padre en 1821, ausente su esposo y enferma su media hermana María de los Remedios de Escalada, María Eugenia de Escalada se retiró de la vida social.
Falleció en la Ciudad de Buenos Aires, Provincias Unidas del Río de la Plata, el 29 de octubre de 1822, siendo sepultada en la Iglesia de la Merced.
Tuvo numerosos hijos: María de la Concepción, María de los Dolores, María de la Encarnación Engracia, María de la Trinidad, María Mercedes Estanislada Josefa, María Josefa, María de la Asunción, José León, María Petrona, José Antonio de la Paz y María Luisa Demaría Escalada.
Una calle de la ciudad de Buenos Aires lleva su nombre.